# 黄金太阳系列角色列表
下表列出了由Camelot开发的角色扮演游戏系列黄金太阳的角色，包括了2001年发售Game Boy Advance游戏《黄金太阳 开启的封印》，2002年发售的同平台续作《黄金太阳 失落的时代》及2010年发售的任天堂DS游戏《黄金太阳 漆黑的黎明》。游戏发生在名为维亚德的炼金术世界中，万物都由地水火风四元素构成。而炼金术士则可以使用精神力操控这些元素。人物由Camelot的山内真设计。

## 开启的封印

### 操作角色
羅賓（Isaac）
一代的主角，哈迪亞村出生，17歲的地系元素使，是一個可以被稱為「完美主角」的角色。三年前父親在暴雨事件下失蹤，一直與母親相依為命，直到元素的封印被解開，才出去旅行。由於主角被在游戏中被設定為不會說話，所以看不出他的性格，只能由玩家來決定；從二代可以看出羅賓是一名非常有決斷能力與及認知的少年。
可使用輕身劍、大劍、斧作武器
杰利德（Garet）
羅賓的鄰居，哈迪亞村村長的二孫子，17歲的火元素使。看他的外表就知道他是那種做事不經大腦的傢伙，如果不是其餘兩名角色阻止，他可能已經橫衝直撞地掛掉了。面對討厭的事他不會去管，但路見不平拔刀相助是他性格的一大特徵，似乎對杰絲敏有意思。
可使用輕身劍、大劍、斧、狼牙捧作武器
伊萬（Ivan）
加雷爾町的大商人哈梅德的手下，是一名15歲的風元素使，懂得讀心術。因為在沒有元素之力的地方長大，所以並不知道自己的能力叫作精神力，有些人把他當作可怕的孩子看待。因為重要的魔杖被偷走，伊萬得以與羅賓碰面，是一名聰明可靠的同伴。在他嬰兒時已經有預言說他要與同伴一同完成重要的使命，在二代他找到了自己出生的故鄉及姐姐，是古代某傳說中文明的末裔。
可使用輕身劍、杖作武器
米雅莉（Mia）
伊米諾村的水元素使，水星燈塔的守護一族，17歲就已經是村子的神官。為了阻止同族的亞歷斯亞燃點燈塔而登上燈塔，隨後了解到讓其他燈塔燃點的後果，加上希望能繼續阻止亞歷斯亞，而加入羅賓一行人。是一個很溫文的少女，說話中立。
可使用杖、狼牙棒作武器

### 反派角色
薩帝諾斯（Saturos），梅娜迪（Menardi）
北方火之一族樸洛古斯村中的村民，火元素使，是在三年前打倒了羅賓的人，為了點燃燈塔，不惜用盡一切方式，結果在點燃金星燈塔後被羅賓打倒而……
事實上他們這樣做是為了拯救位於世界盡頭的樸洛古斯村，如果燈塔不點燃，村子最後會因為世界縮小而消失。可惜他們完全不會動腦筋，以至最後得到了悲哀的結局。
亞歷斯亞（Alex）本來與米雅莉一樣是守護水星燈塔的一族，但不知何時學會了些奇怪的精神力，並協助火之一族燃點燈塔。
加西亞（Felix）哈迪亞村的村民，18歲的地元素使。在三年前的事件失蹤，與父母一同被薩帝諾斯及梅娜迪所救。不知為何跟隨薩帝諾斯、梅娜迪一起燃點燈塔。

### 其他角色
杰絲敏（Jenna）加西亞的妹妹，17歲的火元素使，三年前的事件中以為失去了所有家人，其後發現哥哥還在生。在索魯神殿中與史古雷塔一起被綁架。
史古雷塔（Kraden）哈迪亞村的老人，是從小就跟隨巴比的學者，在索魯神殿中與杰潔敏一起被綁架。
哈莫（Hama）利馬寺的主人，風元素使。教了伊萬「透視」。二代中承認是伊萬的親姐姐。
巴比（Babi）德雷比鎮的支配者。在某次冒險中去到雷姆利亞，因為受不了雷姆利亞人的無聊生活，而帶著一些可以延長壽命的藥逃跑，其後活了大約一百五十年。然而羅賓幫他找到的藥已經是最後的藥了，便把船借給羅賓，希望他能把新藥帶回來。在二代中可以收到他已去世的消息。
西芭（Sheba）在某一天突然從天空掉到拉利貝諾鎮的少女，14歲的風元素使，因為被薩帝諾斯及梅娜迪他們綁架而來到金星燈塔。

## 失落的时代

### 操作角色
加西亞（Felix）
二代的主角，哈迪亞村的村民，18歲的地元素使。在三年前的事件失蹤，與父母一同被薩帝諾斯及梅娜迪所救。為了拯救父母，必需要燃點燈塔，但因為性格問題而 沒有向羅賓解釋，希望自己背負一切，所以在一代他以敵人的身份出現在羅賓面前。與一般故事的主角熱血印象非常不同，他外表看起來沉默而且冷酷。但事實上他 是一名關心妹妹的好哥哥，而且他還對自己所作的事很負責，從金星燈塔頂處跳下來拯救本來是被綁架的西芭。
可使用輕身劍、大劍、斧、狼牙棒作武器
加斯敏（Jenna）
加西亞的妹妹，17歲的火元素使，三年前的事件中以為失去了所有家人，其後發現哥哥還在生而重燃希望。是一名充滿活力的少女，雖然不直於像杰利德般橫衝直撞，但她還算是一名性急的女孩。同時她亦對羅賓有意思，但卻無法離開哥哥…
可使用杖、輕身劍作武器
西芭（Sheba）
一代的最後不小心掉下燈塔，被加西亞所救。知道登上木星燈塔需要風元素使，為了報答加西亞，亦為了找尋自己的身世，與加西亞一同旅行。
可使用杖、狼牙棒作武器
皮卡德（Piers）
從 古代文明之都雷姆利亞而來的水元素使，年齡不明，但有很大可能已經過百歲。接受國王的命令離開雷姆利亞調查外面的世界，雖然當中亦有人反對他的出訪，但還 是被海嘯衝了出來。可惜好景不常，一開始就被當成海盜收監，之後發現船的動力的黑水晶被巫醫搶去。在加西亞的幫助下，他回到船上。在回到雷姆利亞後，得知 不燃點燈塔的後果，便繼續與葛爾夏一同冒險。
可使用輕身劍、大劍、斧、狼牙棒作武器

### 反派角色
加斯特（Karst），亞卡迪奧（Agatio）北 方火之一族樸洛古斯村的村民，火元素使用者。加斯特為了找尋姐姐梅娜迪而與亞卡迪奧一同到處旅行，其後發現是羅賓一行人殺了其姐姐，便到處追尋他們。其後 因為葛爾夏救了羅賓而攻擊葛爾夏，搶奪了火元素之星。結果在火星燈塔被賢者變成了龍，被加亞西一行人打倒。雖然故事並沒有表達他們的結局，但很有可能也是死了。
阿雷克斯（Alex）兩代共通的黑幕。本來與米雅莉一樣是守護水星燈塔的一族，但不知何時學會了些奇怪的精神力，並協助火之一族燃點燈塔。雖然與米雅莉為敵，但其實他還是很關心 米雅莉的。事實上他並不是站在任何一方，點燃燈塔亦是為了自己的私利，希望在黃金太陽升起的一刻得到無限的力量。誰不知賢者原來早就把部份火元素之星的力 量交給羅賓，所以亞歷斯亞被打敗。

### 其他角色
哈爾特諾（Hydros）大海一角中的偉大文明：雷姆利亞的王，不知活了多久。他派出皮卡德以繪製新的世界地圖。得知道大地正在縮小，便給予皮卡德點燃元素燈塔的使命。
賢者（Wise One）守護阿魯法山的神，要求羅賓阻止四燈塔被點燃，偷偷把部份的火元素之星的力量給了羅賓。嘴裡說不干涉人類的事，但最後又在全部燈塔被點燃後拯救了燈塔附近的人們與哈迪亞村的村民們。
拜亞亞姆（Briggs）本作登場，在貧窮的占婆村出身的男人。
欧巴巴（Obaba）本作登場，是占婆村實際上的領導人，是拜亞亞姆的祖母。是重現文明唯一的繼承者，有高度鍛造的技術。村裡的人都稱呼她為老奶奶。

## 漆黑的黎明

### 操作角色
穆特（Matthew）三代的主角，羅賓和杰絲敏的兒子，16歲的地系元素使。雖然年輕，卻有優秀的地屬性資質。與同為地系元素使的父親一同生活，日復一日地鍛練劍技及精神力，實力穩定成長。
卡莉絲（Karis）風系元素使，伊萬的女兒。與穆特和泰瑞是青梅竹馬，經常去找他們玩。堅強，也有固執的一面。
泰瑞（Tyrell）火系元素使，杰利德的兒子。和穆特等人一同生活，穆特的好友。
克勞溫（Rief）水系元素使，米雅莉的兒子。鍊金術學者的弟子，在世界中的各種城鎮和地域之間旅行。擁有研究者好奇心旺盛的性格和尖銳的觀察力。
哈魯瑪尼（Amiti）水系元素使。水之國阿雅塔由的王子，出生是個謎，似乎背負着複雜的命運。
斯泰拉（Sveta）風系元素使。屬於因「黃金太陽」現象而突變的獸人種族。擁有優秀的五官感覺和讀取他人內心的特殊精神力。
雷歐雷歐（Eoleo）火系元素使。二代帕亞亞姆之子，海盜之國姜帕的王子，繼承父親率領海盜團。自由奔放，正義感強烈的青年。為了報父親死去之仇而加入穆特一行人。
冰見（Himi）地系元素使。從身為巫女的母親家族繼承了不可思議的力量。

### 反派角色
暗中行事的軍事國家「阿里土林」。持有高度科學力和軍力的迷之國家，為了某種原因，他們的指揮官與穆特一行人接觸。
黑桃（Blados）擁有劍的稱號，好戰的劍士，擋在穆特一行人面前。
紅心（Chalis）「阿里土林」的指揮官。以妖艷的美貌作為武器，接觸其他國家的重要人士。
艾斯（Arcanus）曾經見過「哈迪亞的戰士們」。其行動為穆特一行人和整個世界帶來極大的影響。真正身份是亞歷斯亞。

### 其他角色
羅賓（Isaac）穆特的父親，地系元素使。在崩塌的阿魯法山對面的ゴマ山興建小屋，就算再沒有異變仍繼續監視。
杰利德（Garet）泰瑞的父親，火系元素使。
史古雷塔（Kraden）克勞溫的師父，於各地旅行繼續研究鍊金術。以前曾經與「哈迪亞的戰士們」一同旅行。
帕亞亞姆（Briggs）雷歐雷歐的父親。被魔物殺死。